# Мелекеев, Курбангельды
Курбангельды Мелекеев (туркм. Gurbangeldi Melekeýew) — туркменский государственный деятель.

## Биография
Родился в 1946 году в селе Мехин Бахарденского района Ашхабадской области.
Образование высшее. В 1971 году окончил Самаркандский кооперативный институт. По специальности — товаровед.
1962—1977 — рабочий, кладовщик, старший кладовщик, заведующий складом, главный товаровед, заместитель управляющего, управляющий Государственного управления «Бакалея».
1977—1986 — директор предприятия продовольственной торговли этрапа имени С. А. Ниязова города Ашхабада.
1986—1991 — начальник экспортно-импортного отдела объединения «Туркменкоопдашарысовда» правления «Туркменбирлешик».
1991—1994 — заместитель председателя правления «Туркменбирлешик» — генеральный директор объединения внешней торговли «Туркменкоопдашарысовда».
1994 — 13.07.2004 — председатель правления объединения акционерных обществ Туркменистана «Туркменпотребсоюз».
13.07.2004 — 12.07.2007 — министр торговли и потребительской кооперации Туркменистана.
С 2007 г. на пенсии.

## Награды и звания
- Заслуженный работник сферы обслуживания Туркменистана
- Медаль «Гайрат» (18.04.1995)
- Почётный старейшина народа Туркменистана
- Орден «Bitaraplyk»
- Орден «Galkynyş»
- Орден «Altyn asyr» IV ст.
- Медаль «Watana bolan söygüsi üçin»
- Орден «Garaşsyz Türkmenistana bolan beýik söygüsi üçin» (12.11.2007)

## Варианты транскрипции имени
- Имя: Гурбангельды, Гурбангелди